# هيكتور رويز مارتينيز
هيكتور رويز مارتينيز (بالإنجليزية: Héctor Ruiz Martínez)‏ هو سياسي أمريكي، ولد في 14 نوفمبر 1943 في الولايات المتحدة، وتوفي في 6 مايو 1986. حزبياً، نشط في Popular Democratic Party (Puerto Rico) ‏.